# ۱۹۴۲

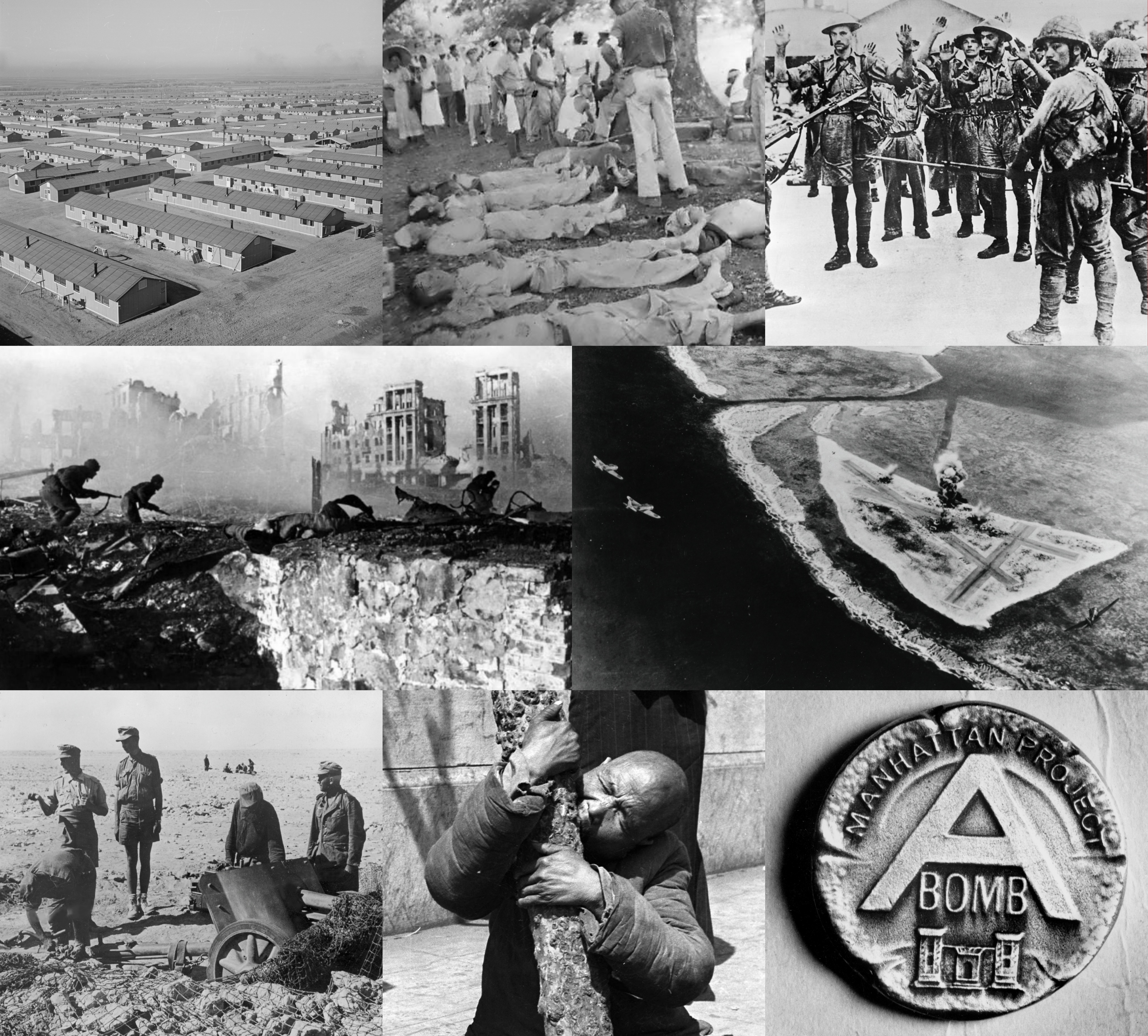

سال ۱۹۴۲ (هزار و نهصد و چهل و دو) میلادی سالی از دهه ۱۹۴۰ در سده ۲۰ میلادی بود.

## رویدادها

### ژانویه
- ۱ ژانویه - طرح تأسیس سازمان ملل متحد امضا شد.
- ۱ ژانویه - جنگ جهانی دوم: نیروهای امپراتوری ژاپن مانیل، پایتخت فیلیپین را تصرف کردند.
- ۱۰ ژانویه - جنگ جهانی دوم: امپراتوری ژاپن با هدف سلطه بر مستعمرات این کشور در جنوب شرقی آسیا، به هلند اعلان جنگ کرد.
- ۱۱ ژانویه - جنگ جهانی دوم: قوای امپراتوری ژاپن کوالالامپور را تصرف کردند
- ۱۳ ژانویه - جنگ جهانی دوم: وفت‌وافه نخستین صندلی‌پران هواگرد را آزمایش کرد.
- ۱۹ ژانویه - جنگ جهانی دوم: امپراتوری ژاپن برمه مورد حمله قرارداد.
- ۲۴ ژانویه - جنگ جهانی دوم: بانکوک، پایتخت سیام توسط متفقین بمباران شد.
- ۲۵ ژانویه - جنگ جهانی دوم: سیام به ایالات متحده و بریتانیا اعلام جنگ کرد.
- ۲۶ ژانویه - جنگ جهانی دوم: نخستین نیروهای آمریکایی از ایرلند شمالی وارد اروپا شدند.
- ۲۹ ژانویه - انعقاد پیمان ریو بین کشورهای پرو و اکوادور در ریودوژانیرو
- ۳۱ ژانویه - جنگ جهانی دوم: نیروهای بریتانیایی از ژاپنی‌ها در نبرد مالایا شکست خوردند.

### فوریه
- ۷ فوریه - آغاز حاکمیت ویدکوم کیسلینگ بر نروژ
- ۱۵ فوریه - جنگ جهانی دوم: امپراتوری ژاپن سنگاپور را تصرف کرد.

## زادروزها
- ۲ ژانویه – لئو فان دونگن، دوچرخه‌سوار اهل هلند (د. ۲۰۱۱)
- ۸ ژانویه - استیون هاوکینگ، فیزیک‌دان نظری و کیهان‌شناس بریتانیایی
- ۱ فوریه – تری جونز، فیلم‌نامه‌نویس، کمدین، بازیگر، نویسنده، و کارگردان بریتانیایی
- ۷ فوریه – گرت هانت، بازیگر بریتانیایی (د. ۲۰۰۷)
- ۹ فوریه – کارول کینگ، خواننده-ترانه‌سرا، ترانه‌سرا، پیانیست، موسیقی‌دان، بازیگر، آهنگساز، و خواننده آمریکایی
- ۱۲ فوریه – ایهود باراک، سیاست‌مدار و دیپلمات اسرائیلی
- ۱۴ فوریه – مایکل بلومبرگ، شهردار کلان‌شهر نیویورک
- ۱۵ فوریه – شری جکسون، بازیگر آمریکایی
- ۲۱ فوریه – مارگارته فون تروتا، فیلم‌نامه‌نویس، بازیگر، و کارگردان آلمانی
- ۲۴ فوریه – جو لیبرمن، سیاست‌مدار و وکیل آمریکایی
- ۳ آوریل – مارشا ماسون، بازیگر آمریکایی
- ۶ آوریل – بری لوینسون، فیلم‌نامه‌نویس و کارگردان آمریکایی
- ۱۲ آوریل – جاکوب زوما، سیاست‌مدار اهل آفریقای جنوبی
- ۲۳ آوریل – ساندرا دی، بازیگر آمریکایی (د. ۲۰۰۵)
- ۲۴ آوریل – باربارا استرایسند، خواننده-ترانه‌سرا، نویسنده، ترانه‌سرا، آهنگساز، بازیگر، کارگردان، تهیه‌کننده، و خواننده آمریکایی
- ۹ مه – جان اشکرافت، سیاست‌مدار و وکیل آمریکایی
- ۷ ژوئن - معمر قذافی، رهبر لیبی
- ۱۴ ژوئن – عبدالسلام ابو بکر، سیاست‌مدار اهل نیجریه
- ۱۷ ژوئن – محمد البرادعی، سیاست‌مدار و دیپلمات مصری
- ۲۴ ژوئن – میشل لی، بازیگر و خواننده آمریکایی
- ۲ ژوئیه – ویسینت فاکس، سیاست‌مدار مکزیکی
- ۱۶ ژوئیه – مارگارت کورت، بازیکن تنیس استرالیایی
- ۲۴ ژوئیه – کریس ساراندون، بازیگر آمریکایی
- ۲ اوت – ایزابل آلنده، ژورنالیست و نویسنده شیلیایی
- ۱۷ اوت – روشن ست، بازیگر هندی
- ۲۰ اوت – آیزاک هیز، خواننده-ترانه‌سرا، بازیگر، خواننده، و آهنگساز آمریکایی (د. ۲۰۰۸)
- ۲۸ اوت – ژوزه ادوآردو دوس سانتوس، سیاست‌مدار و مهندس آنگولایی
- ۱۵ سپتامبر – ون جیابائو، سیاست‌مدار چینی
- ۱۸ سپتامبر – گابریلا فری، خواننده ایتالیایی
- ۱۹ سپتامبر – فردا پاین، بازیگر و خواننده آمریکایی
- ۲۱ اکتبر – جودیث شایندلن، وکیل آمریکایی
- ۲۳ اکتبر – مایکل کرایتون، فیلم‌نامه‌نویس، تهیه‌کننده، نویسنده، و کارگردان آمریکایی (د. ۲۰۰۸)
- ۲۰ نوامبر – جو بایدن، وکیل و سیاست‌مدار آمریکایی
- ۲۴ نوامبر – بیلی کانلی، بازیگر و کمدین بریتانیایی
- ۲۱ دسامبر - هو جینتائو، رئیس جمهور چین

### ژانویه
- ۱۷ ژانویه – محمد علی کلی، بوکسور آمریکایی
- ۱۹ ژانویه – مایکل کراوفورد، بازیگر و خواننده بریتانیایی

### فوریه
- ۱۰ فوریه - آناتولیس گوربونوفس، سیاست‌مدار لاتویایی

### مارس
- ۵ مارس – فیلیپه گونزالس، سیاست‌مدار اسپانیایی
- ۹ مارس – جان کیل، موسیقی‌دان، آهنگساز، خواننده و ترانه‌نویس ولزی اس
- ۲۱ مارس – علی عبدالله صالح، سیاست‌مدار یمنی
- ۲۵ مارس – آرتا فرانکلین، خواننده-ترانه‌سرا، موسیقی‌دان، خواننده، و آهنگساز آمریکایی
- ۲۶ مارس – اریکا جونگ، نویسنده و شاعر آمریکایی

### ژوئیه
- ۱۳ ژوئیه - هریسون فورد، بایزگر آمریکایی

### اکتبر
- ۱۱ اکتبر - آمیتاب باچان، بازیگر هندی
- ۲۹ اکتبر - باب راس، نقاش آمریکایی

### نوامبر
- ۳ نوامبر - آلیس شوارتسر، فمینیست و روزنامه‌نگار آلمانی
- ۱۷ نوامبر - مارتین اسکورسیزی، کارگردان آمریکایی

### دسامبر
- ۴ دسامبر – جما جونز، بازیگر بریتانیایی
- ۱۷ دسامبر – پال باترفیلد، خواننده آمریکایی (د. ۱۹۸۷)
- ۲۹ دسامبر – راجش خانا، تهیه‌کننده، بازیگر، خواننده، و سیاست‌مدار هندی (د. ۲۰۱۲)

## درگذشت‌ها

### ژانویه
- ۱۷ ژانویه – والتر فون رایشناو، نظامی و فیلد مارشال آلمانی
- ۲۶ ژانویه – فلیکس هاسدرف، ریاضی‌دان و نویسنده آلمانی (ز. ۱۸۶۸)
- ۱۲ فوریه – گرنت وود، نقاش آمریکایی (ز. ۱۸۹۱)
- ۸ مارس – خوزه رائول کاپابلانکا، بازیکن شطرنج و نویسنده کوبایی (ز. ۱۸۸۸)
- ۱۰ مارس – ویلیام هنری براگ، فیزیک‌دان و شیمی‌دان بریتانیایی (ز. ۱۸۶۲)
- ۱۷ آوریل – ژان باتیست پرن، فیزیک‌دان فرانسوی (ز. ۱۸۷۰)
- ۱۴ مه – فرانک چرچیل، آهنگساز آمریکایی (ز. ۱۹۰۱)
- ۲۱ نوامبر – لئوپولد برشتولد، دیپلمات اتریشی (ز. ۱۸۶۳)
- ۳ دسامبر – هنر هنکل، بازیکن تنیس و ورزشکار آلمانی (ز. ۱۹۱۵)